# Gewone salomonszegel
De gewone salomonszegel (ook wel: veelbloemige salomonszegel) (Polygonatum multiflorum) is een giftige, vaste plant, die tegenwoordig gerekend wordt tot de aspergefamilie (Asparagaceae). Als stoffen komen onder meer saponinen en flavonoïden voor. De plant komt van nature voor in Eurazië en Noord-Amerika. De plant wordt ook als snijbloem geteeld en in de siertuin gebruikt.
De plant wordt 30-60 cm hoog en heeft tussen de bladeren een ronde stengel. De stengels hangen over. De bladeren zijn langwerpig tot elliptisch. De plant vormt een witte, op de knopen verdikte wortelstok (rizoom). Elk jaar valt de oude stengel van de wortelstok af en wordt het volgende jaar op de verlenging van de wortelstok een nieuwe stengel gevormd. Door de talrijke vaatbundels in de verdikte knoop lijkt de plaats waar de stengel is afgevallen op een zegel.
De gewone salomonszegel  bloeit in mei  en juni met hangende, witte bloemen, die een groen puntje hebben. 
De giftige, zeer zoet smakende vrucht is een zwartblauwe, berijpte bes. De vrucht is rijp vanaf half augustus tot half september.

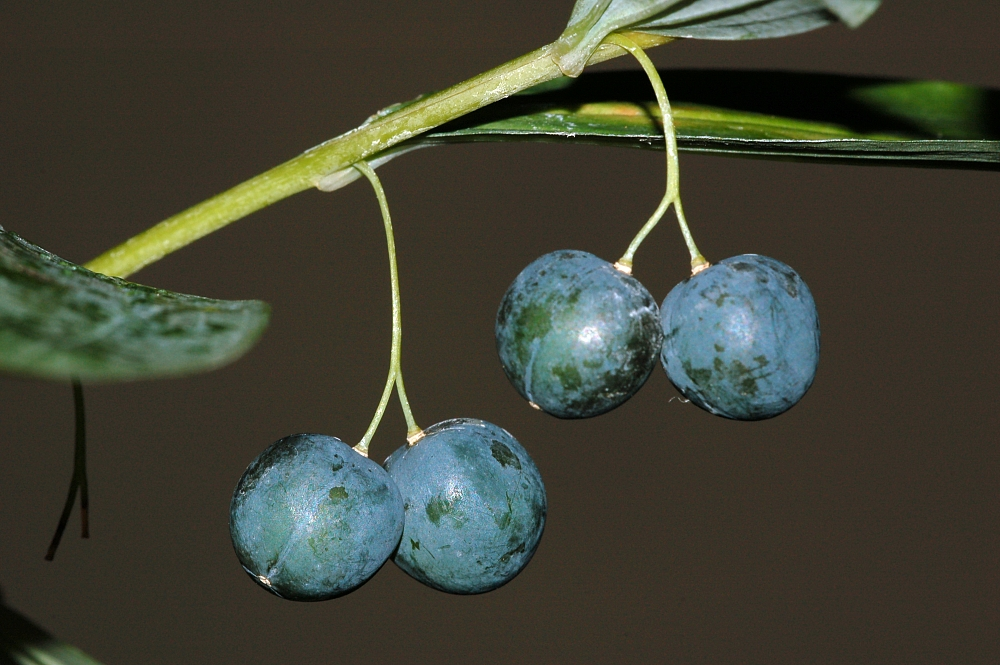
Vruchten

De plant kan voor medicinale doeleinden gebruikt worden en wordt toegepast bij zweren, fijt, negenogen en blauwe plekken.

## Ecologie
De plant komt voor op vochtige, mesotrofe gronden in bossen, hakhout en in de schaduw aan slootkanten.

### Plantengemeenschap
De gewone salomonszegel is een kensoort voor de klasse van eiken- en beukenbossen op voedselrijke grond.